# هنري كينت هيويت
هنري كينت هيويت (بالإنجليزية: Henry Kent Hewitt)‏ هو ضابط أمريكي، ولد في 11 فبراير 1887 في هاكينساك في الولايات المتحدة، وتوفي في 15 سبتمبر 1972 في ميدلبوري في الولايات المتحدة.

## وصلات خارجية
- هنري كينت هيويت على موقع الموسوعة البريطانية (الإنجليزية)